# Nippon Life
A Nippon Life, também conhecida como Nissay é uma empresa do ramo de seguros com sede em Osaka, no Japão, foi fundada em 1889, em 2016 possuia mais de 70.000 funcionários, atualmente é a maior empresa do ramo no país.